# 3548 Еврібат
(3548) Еврібат (дав.-гр. Εὐρυβάτης) — троянський астероїд Юпітера. Рухається в точці Лагранжа L 4, за 60° попереду Юпітера. Астероїд був відкритий 19 вересня 1973 року нідерландськими астрономами К. Й. ван Гаутеном , І. ван Гаутен-Груневельд і Томом Герельсом в Паломарській обсерваторії. Названий на честь Еврібата, одного з персонажів давньогрецької міфології. Діаметр астероїда, за різними оцінками, становить від 64 до 72 км.
Планується, що у 2033 році космічний апарат Люсі буде досліджувати Еврібат разом з астероїдами 15094 Полімела, 11351 Леукус, 21900 Орус та 617 Патрокл .
При перегляді зображень, зроблених камерою Wide Field Camera 3 космічного телескопа «Хаббл» у вересні 2018 року, грудні 2019 року та січні 2020 року навколо астероїда Еврібат був виявлений супутник S / 2018 (3548) 1, діаметр якого становить менше 1 км.

## Відкриття
Еврібат був відкритий 19 вересня 1973 року голландськими астрономами Інгрід і Корнелісом ван Хоутенами в Лейдені на фотопластинках, зроблених Томом Герельсом в Паломарській обсерваторії в Каліфорнії, США. У 1951 році його вперше спостерігали як 1954 CB в обсерваторії Goethe Link, розширивши дугу спостереження за астероїдом на 22 роки до його офіційного відкриття в Паломарі.  З моменту відкриття 588 Ахіллеса Максом Вольфом у 1906 році вже було виявлено понад 7000 троянців Юпітера з майже 4600 тілами в грецькому таборі . 

### Паломар-Лейденська троянська зйомка
Хоча дата відкриття збігається з другою троянською зйомкою Паломар-Лейден, Еврібат не отримав позначення з префіксом "T-2", яке було присвоєно відкриттям, зробленим у результаті плідної співпраці між обсерваторіями Паломар і Лейден у 1960-х і 1970-х роках. . Герельс використав телескоп Samuel Oschin від Palomar (також відомий як 48-дюймовий телескоп Шмідта) і відправив фотопластинки до Інгрід і Корнеліса ван Хоутен в Лейденській обсерваторії, де проводилася астрометрія . Цьому тріо приписують відкриття кількох тисяч астероїдів.  

## Орбіта і класифікація
Еврібат — темний троянський астероїд Юпітера, що обертається в провідному грецькому таборі в точці Лагранжа L4 Юпітера, на 60 ° попереду орбіти Юпітера в резонансі 1:1 (див. Троянці в астрономії ) .   Він обертається навколо Сонця на відстані 4,7–5,7 AU раз на 11 років і 10 місяців (4321 день; велика напіввісь 5,19 AU). Його орбіта має ексцентриситет 0,09 і нахил відносно екліптики 8°.

### Сім'я Еврибатів
Еврібат є батьківським тілом невеликої родини Еврібат ( 005 ),   з 218 відомими представниками вуглецевого та/або примітивного складу.  :23Серед астероїдів Юпітера виявлено лише кілька родин ; четверо з них у грецькому таборі. Цю потенційно колізійну сім’ю вперше охарактеризували Якуб Розегнал і Мирослав Брож у 2011 році, а далі описали в 2014 році. Члени цієї родини включають юпітерівських троянів 5258 Rhoeo, 8060 Anius, 9818 Eurymachos, (163189) 2002 EU6, (287577) 2003 FE42 і 360072 Alcimedon.

## Фізичні характеристики

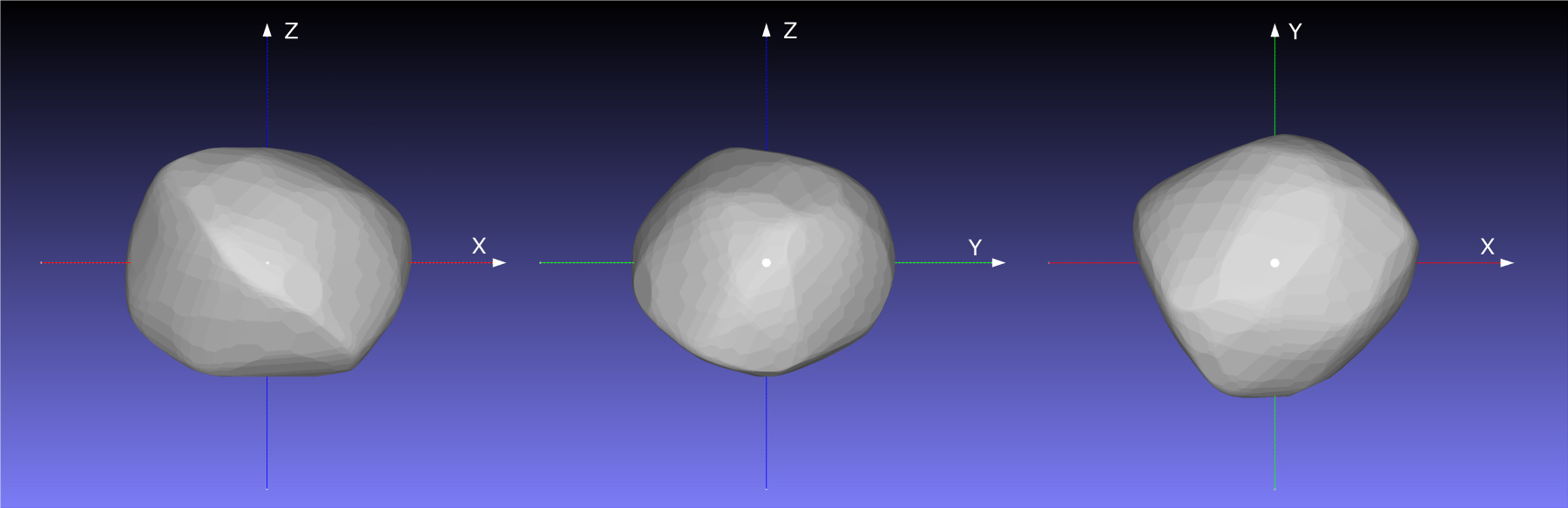
Модель форми Еврібат, отримана з його кривої блиску

Команда місії «Люсі» та База даних Lightcurve Брайана Ворнера характеризували Еврібейт як вуглецевий астероїд типу C.   Загальний спектральний тип для представників сімейства Еврібат є C- і P-типом.

### Обертальні криві світла
У травні 1992 року за допомогою фотометричних спостережень Стефано Моттоли та Марії Гонано-Бейрер за допомогою виведеного з експлуатації 1-метрового телескопа ESO в обсерваторії Ла Сілла на півночі Чилі була отримана обертальна крива світла Еврібат. Аналіз кривої світла показав період обертання 8,711 годин із зміною яскравості 0,20 зоряної величини ( U=3- ).   У жовтні 2010 року фотометричні спостереження американського астронома Роберта Стівенса на астрономічній дослідницькій станції Goat Mountain у Каліфорнії дали одночасний період 8,73 години та амплітуду 0,19 зоряної величини ( U=2+ ). 
Еврібат має нахил осі 150° відносно екліптики, що робить його ретроградним ротатором. 

### Діаметр і альбедо
Згідно з дослідженнями, проведеними інфрачервоним астрономічним супутником IRAS, японським супутником Akari та Wide-field Infrared Survey Explorer з подальшою місією NEOWISE, Еврібат має розміри від 63,89 до 72,14 кілометрів у діаметрі, а його поверхня має альбедо від 0,052 до 0,060. Collaborative Asteroid Lightcurve Link погоджується з IRAS і отримує альбедо 0,0491 і діаметр 72,08 кілометрів з абсолютною зоряною величиною 9,6. 

## Мета місіїЛюсі

Анімація траєкторії Люсі навколо Сонця
Люсі ·
Сонце ·
Земля ·
52246 Дональдджогансон ·
3548 Еврібат ·
(21900) Орус ·
617 Патрокл

Планується, що Еврібат відвідає космічний корабель «Люсі», який стартував у 2021 році  Проліт запланований на 12 серпня 2027 року і наблизиться до астероїда на відстань 1,000 км (620 миль) при відносній швидкості 5.8 км/с (13 000 миль/год) і сонячний фазовий кут 81° 

## Супутник
Еврібат має один відомий супутник, названий Квета на честь мексиканської олімпійки Енрікети Базиліо .  Тимчасове позначення S/2018 (3548) 1, супутник був виявлений Кітом С. Ноллом та його колегами на зображеннях, зроблених космічним телескопом Хаббл у вересні 2018 року   Пізніше подальші спостереження підтвердили існування супутника, і про відкриття було оголошено 9 січня 2020 року. Супутник отримав назву Queta 15 жовтня 2020 року відповідно до конвенції Міжнародного астрономічного союзу про присвоєння імен малим троянам Юпітера ( H > 12). У цитаті про назву Енрікета Базиліо була визнана першою жінкою- смолоносцем на літніх Олімпійських іграх 1968 року, аналогічно ролі глашатаїв, таких як Еврібат. 
Квета надзвичайно слабка, з видимою зоряною величиною ~26,77.  Він принаймні в 6000 разів слабкіший за Еврібат, що свідчить про те, що Queta, ймовірно, дуже маленький, приблизно 1.2 ± 0,4 км (0,75 ± 0,25 mi) у діаметрі, якщо він має таке ж альбедо, як і Еврибати.  Супутник має орбітальний період 82.46±0.06 дня, з великою напіввіссю 2,350 ± 11 км (1460,2 ± 6.8 mi) і низький ексцентриситет 0.125±009 .  Ймовірно, це фрагмент Еврібат, оскільки він є частиною відомого колізійного сімейства.   Присутність супутника не створює жодних негативних наслідків для місії «Люсі», хоча він забезпечує додатковий об’єкт для вивчення космічного корабля під час його прольоту в 2027 році.